# Saint-Aubin-de-Luigné
Saint-Aubin-de-Luigné é uma ex-comuna francesa na região administrativa da Pays de la Loire, no departamento de Maine-et-Loire. Estendeu-se por uma área de 15,19 km². Em 2010 a comuna tinha 1 190 habitantes (densidade: 78,3 hab./km²).
Em 31 de dezembro de 2015 foi fundida com a comuna de Saint-Lambert-du-Lattay para a criação da nova comuna de Val-du-Layon.